# Jonghi
Jonghi is een historisch merk van motorfietsen.
Les Constructions Mecaniques Jonghi, Choisy-le-Roy, Seine, later Motos Jonghi, La Courneuve, Seine (1931-1956).
Frans merk van de Argentijnse zakenman Tito Jonghi, dat motorfietsen van ing. Giuseppe Remondini bouwde. Remondini had voorheen voor Frera, Salve en Negas & Ray gewerkt. Hij ontwikkelde in 1931 snelle 348 cc zijklepracers, later ook kopkleppers, waarmee veel wedstrijden werden gewonnen en rekords werden gebroken. In 1932 werd Louis Jeannin Europees kampioen in de 350 cc klasse met een Jonghi. Jonghi kocht het Italiaanse Negas & Ray op voorwaarde dat de productie werd overgebracht naar Frankrijk. In 1936 nam Jonghi het merk Prester over. Na 1945 maakte Jonghi eigen tweetakten van 98- tot 249 cc. Eind jaren zestig hield het merk op te bestaan.

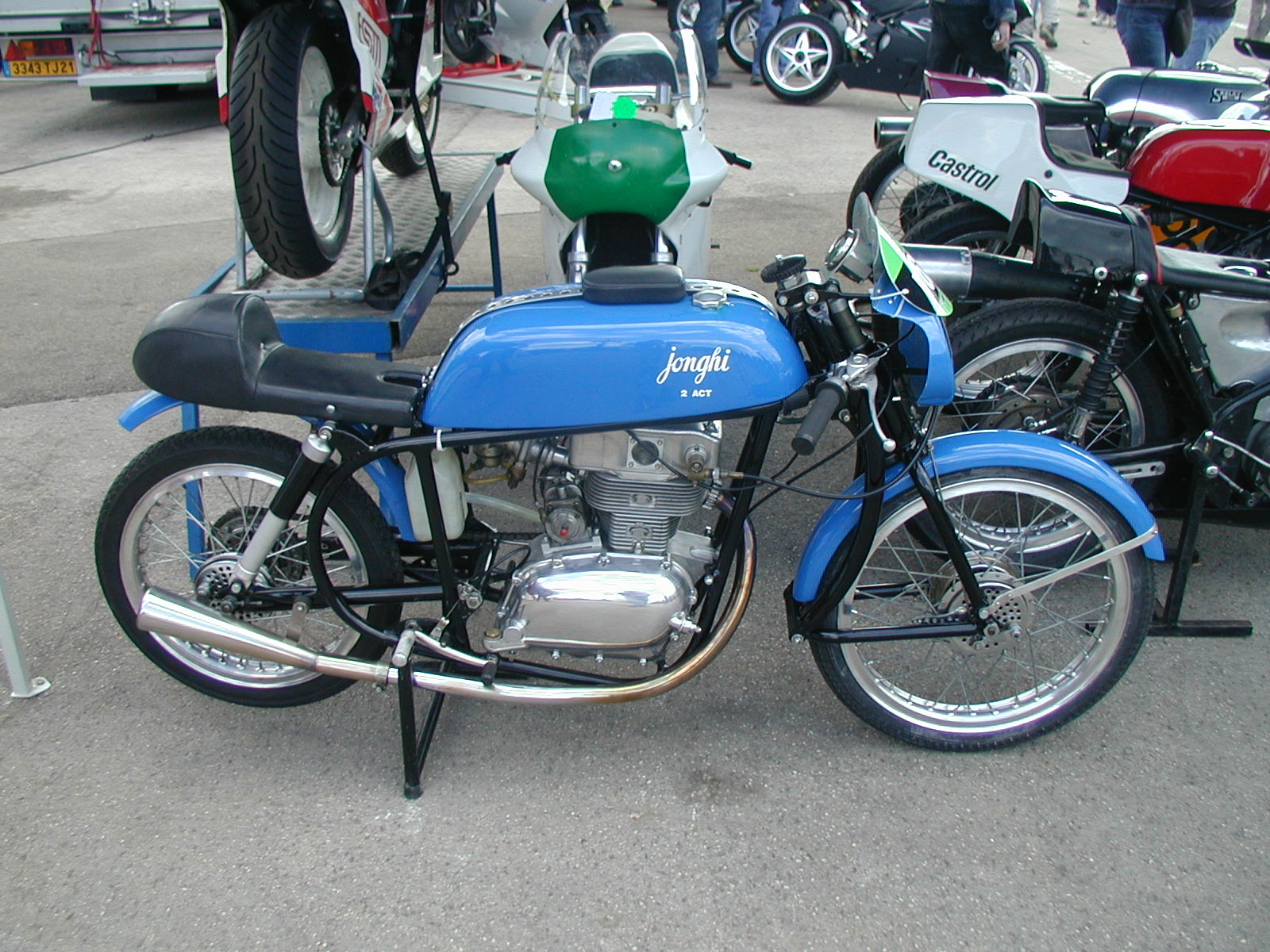
Jonghi motorfiets